# Тель-Авівський округ
Тель-Авівський округ — один з шести адміністративних округів Ізраїлю. Площа — 176 км². Населення — 1,221,600 чоловік. Межує з Центральним округом, на заході омивається Середземним морем.
99 % населення складають євреї, 1 % — араби (0,7 — мусульмани та 0,3 — християни). Адміністративний центр — Тель-Авів.

## Підокруга
| Міста | Населені пункти        | Регіональні ради |
| --- | ---------------------- | ---------------- |
| - Бат-Ям - Бней-Брак - Ґіватаїм - Герцлія - Кір'ят-Оно - Ор-Єгуда - Рамат-Ґан - Рамат-га-Шарон - Тель-Авів—Яффо - Холон | - Азор - Кфар-Шмарьягу | - Ефаль          |